# أحمد خماري
أحمد خماري ولد يوم 26 يونيو 1961 بمروانة في ولاية باتنة بالجزائر· هو المعلم ورسام لوحات فنية ثلاثية الأبعاد·

## سيرته
أحمد خماري من مواليد مروانة، من عائلة أوراسية، عاش الاكثريه من حياته في وسط الطبيعة الأوراسية، و كان يدرس لمدة 30 عاما· في عام 1985، بدأ بالرسم.

## معارض
شارك أحمد في أكثر من 43 معرض وطني وعالمي·

## وصلات خارجية
- الموقع الرسمي لأحمد خماري